# Felinto Alcino Braga Cavalcanti
Felinto Alcino Braga Cavalcanti ( Sobral,  3 de agosto de 1862 -  Rio de Janeiro) foi  um engenheiro, geógrafo, cartógrafo, explorador e marechal do exército brasileiro. Filho de Antônio Raimundo Cavalcanti e Rita de Cássia Braga Cavalcanti(cf. LIRA, op. cit.) e irmão e genro do romancista Domingos Olímpio.

## História
Assentou praça no Exercito a 9 de Janeiro de 1879. Matriculando-se na Escola Militar do Rio de Janeiro, a 24 de Fevereiro de 1883 conquistou os galões de Alferes-Aluno, sendo confirmado no posto de 2.o Tenente de Artilharia a 11 de Julho de 1885. A 24 de Janeiro de 1890 foi promovido a 1.o Tenente com antiguidade de 7, e a 8 de Outubro do mesmo ano foi promovido a Capitão. A 14 de dezembro de 1900, foi promovido, por merecimento, ao posto de Major. Como capitão foi transferido para o corpo de Estado-Maior de 1.a classe.
Novamente foi promovido a 5 de Agosto de 1908, por merecimento, ao posto de Tenente-Coronel e a 15 de Maio de 1912 também por merecimento ao de Coronel. Em Junho de 1914 foi nomeado Diretor da Escola do Estado Maior. Seguiu a carreira das Armas, fazendo o curso da Escola Militar do Rio de Janeiro. Atingiu o marechalato. Graduou-se Engenheiro. (cf. SILVA NOBRE e STUDART Guilherme Studart, barão de Studart, op. cit.).
Enquanto cartógrafo e geógrafo traçou os Mapas das fronteiras do Estado do Amazonas com o Mato Grosso e, cf. Élisée Reclus (op. cit.), foi Membro da Comissão de limites da fronteira  do Brasil com a  Guiana Francesa, explorando o Rio Araguari, no Estado do Amapá e integrou, também, a de limites com a Argentina no  território das Missões , a qual ficou conhecida como a Questão de Palmas.
Professor de Matemática Elementar e Superior na Escola Militar do Rio de Janeiro. Secretário do Ministro da Guerra.

## Obras
- "O Rio Apurema e os lagos até o Amapá"
- "Conquista da Amazônia"